# Либшер, Адольф
Адольф Либшер (чеш. Adolf Liebscher; 11 марта 1857, Прага, Австрийская империя — 21 июня 1919, Потштейн, Чехословакия) — чешско-австрийский художник, принадлежавший к так называемому поколению Народного театра. Брат художника Карела Либшера.

## Жизнь и творчество
Родился в Праге. Адольф Либшер был одним из самых популярных художников Чехии в 1880-е — 1890-е годы. Изучал живопись и графику в Праге. После завершения обучения в местных школах он отправился в Вену, где прошел трехлетний курс для преподавателей рисования под руководством Фердинанда Лауфбергера. Был в числе художников, участвовавших в художественном декорировании Национального театра, где ему принадлежат росписи Мелодрама, Оперетта, Эпос, Балет, Опера и др.. После путешествия по Италии. По возвращении он получил множество заказов. А. Либшер с 1879 года преподаёт черчение и графику в пражской Высшей технической школе, получил звание доцента в 1895 году и был назначен профессором в 1911 году.
А. Либшер известен прежде всего как мастер исторической («Жижка перед Кутной Горой»), религиозной («Валашская мадонна») и декоративной живописи, а также как плодовитый иллюстратор. Кроме художественных произведений таких авторов, как Сватоплук Чех, Ян Отто, Ярослав Врхлицкий и др., Либшер иллюстрировал журналы Zlatá Praha и Světozor.

## Галерея

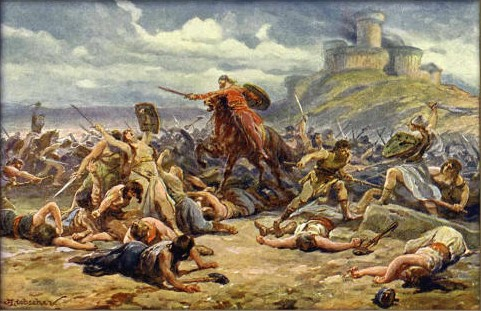
«Девичья война»
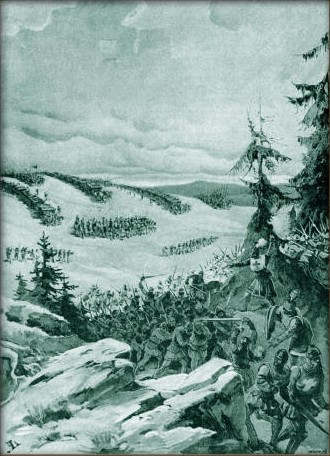
Крестоносцы, бегущие от гуситов
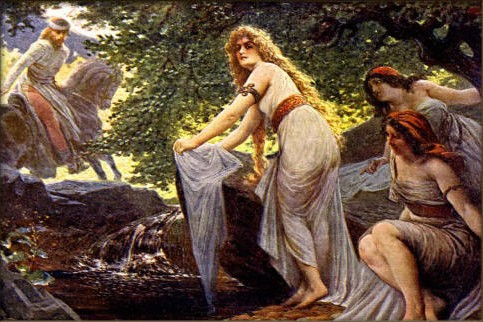
Князь Ольдржих и Божена
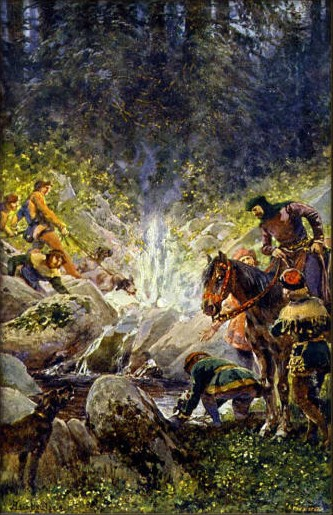
Карел IV у лесного родника
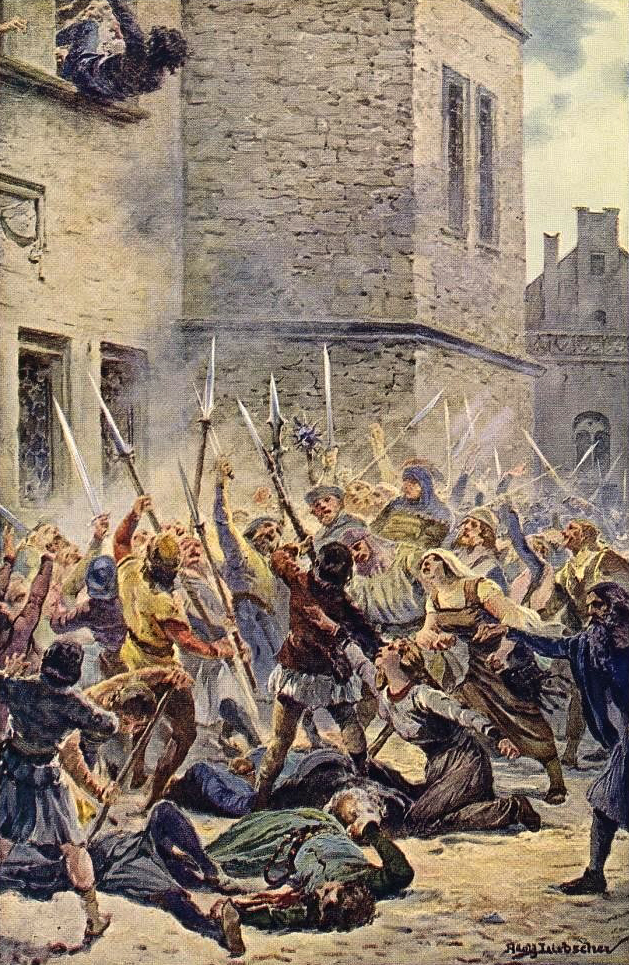
Восстание у Новоместской ратуши 30 августа 1419 года.
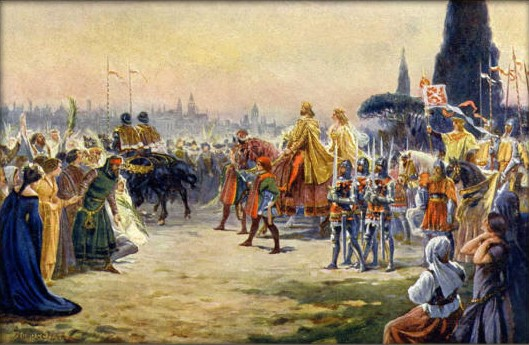
Карел IV и Анна Свидницкая на пути в Рим, 1355 год.
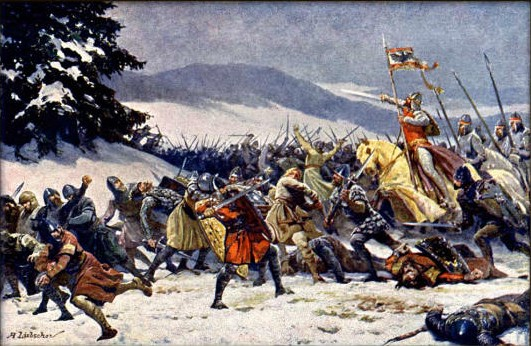
Победа Собеслава I в битве при Хлумце 11 февраля 1126 года
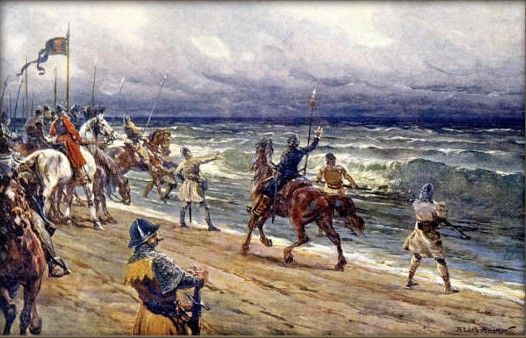
Чешские воины на Балтике
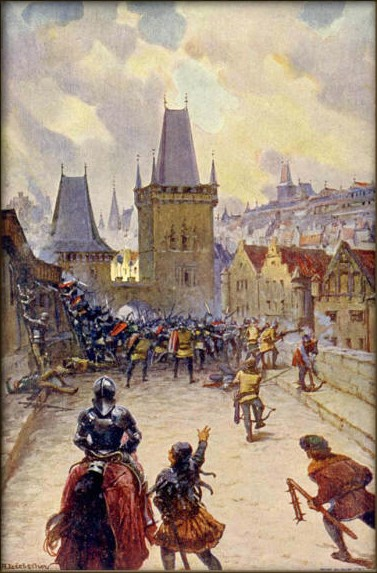
Защита гуситами Праги
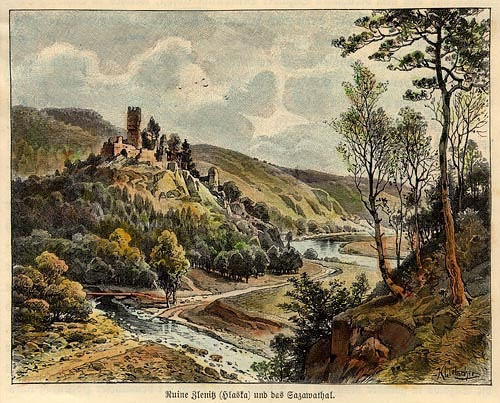
Город Зленице
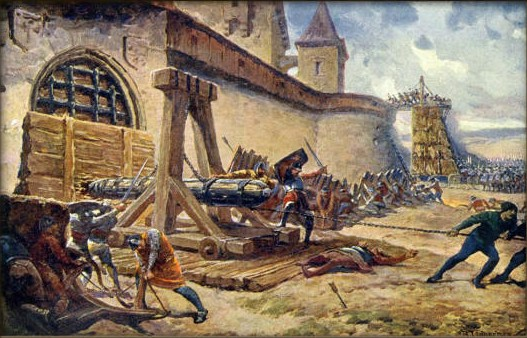
Штурм Праги таборитами
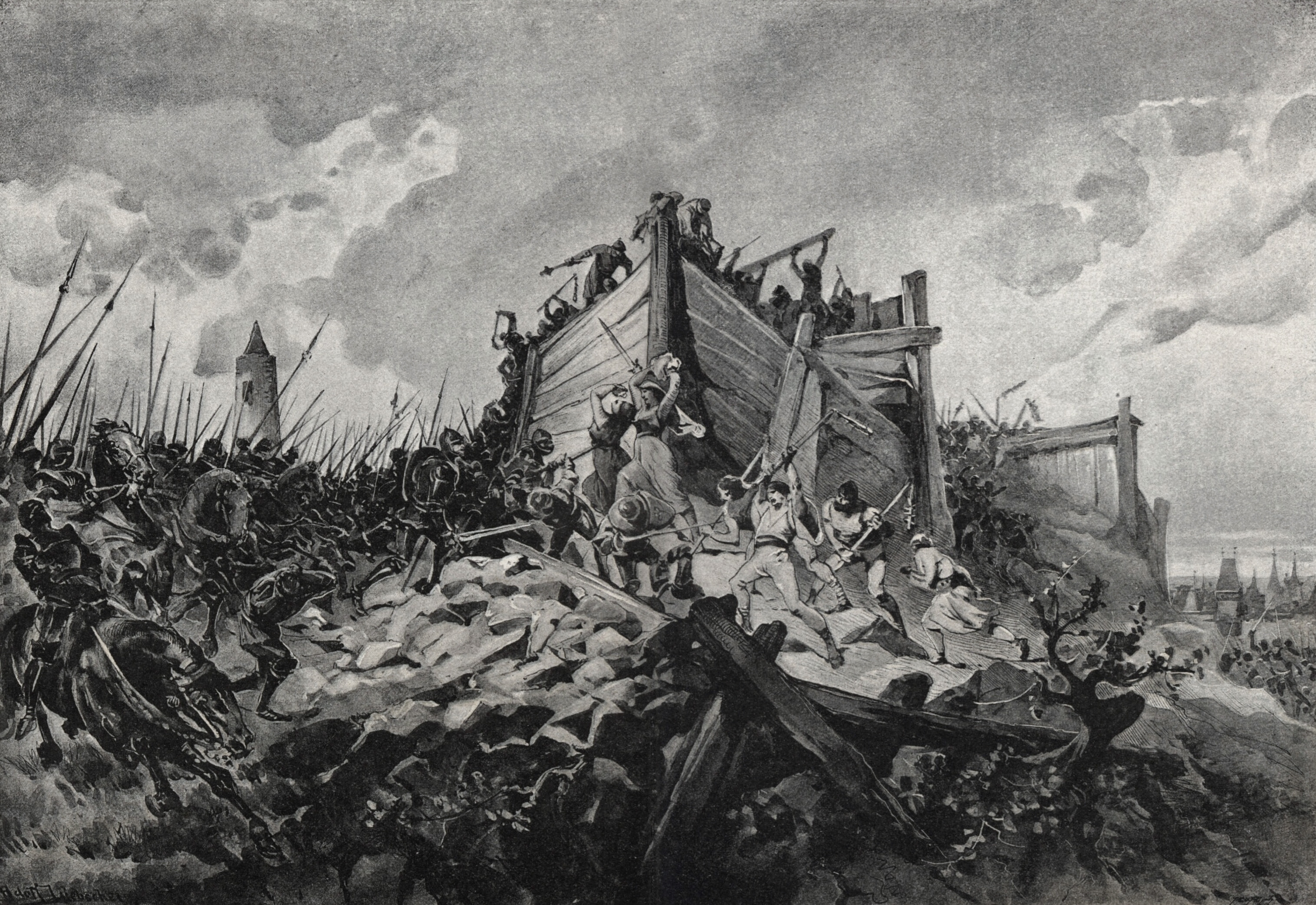
Битва на Витковой горе 14 августа 1420 года
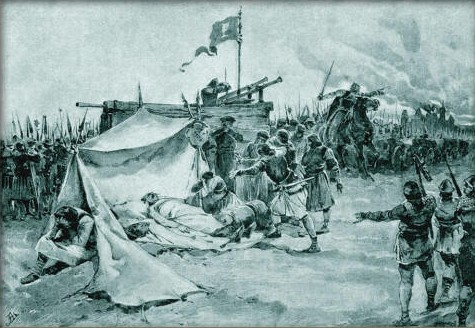
Смерть Яна Жижки 11 октября 1424 года
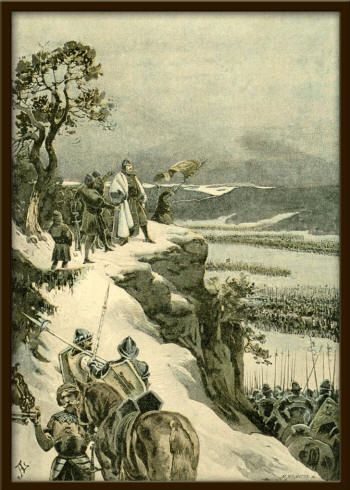
Иржи Подебрад, обозревающий своё войско
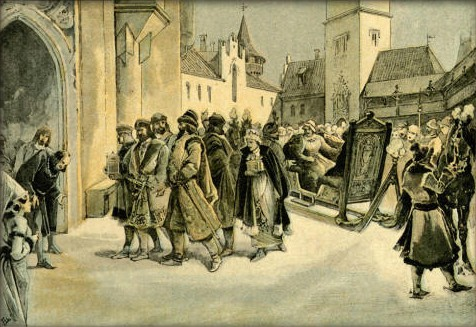
Чешские послы в Париже в 1457 году
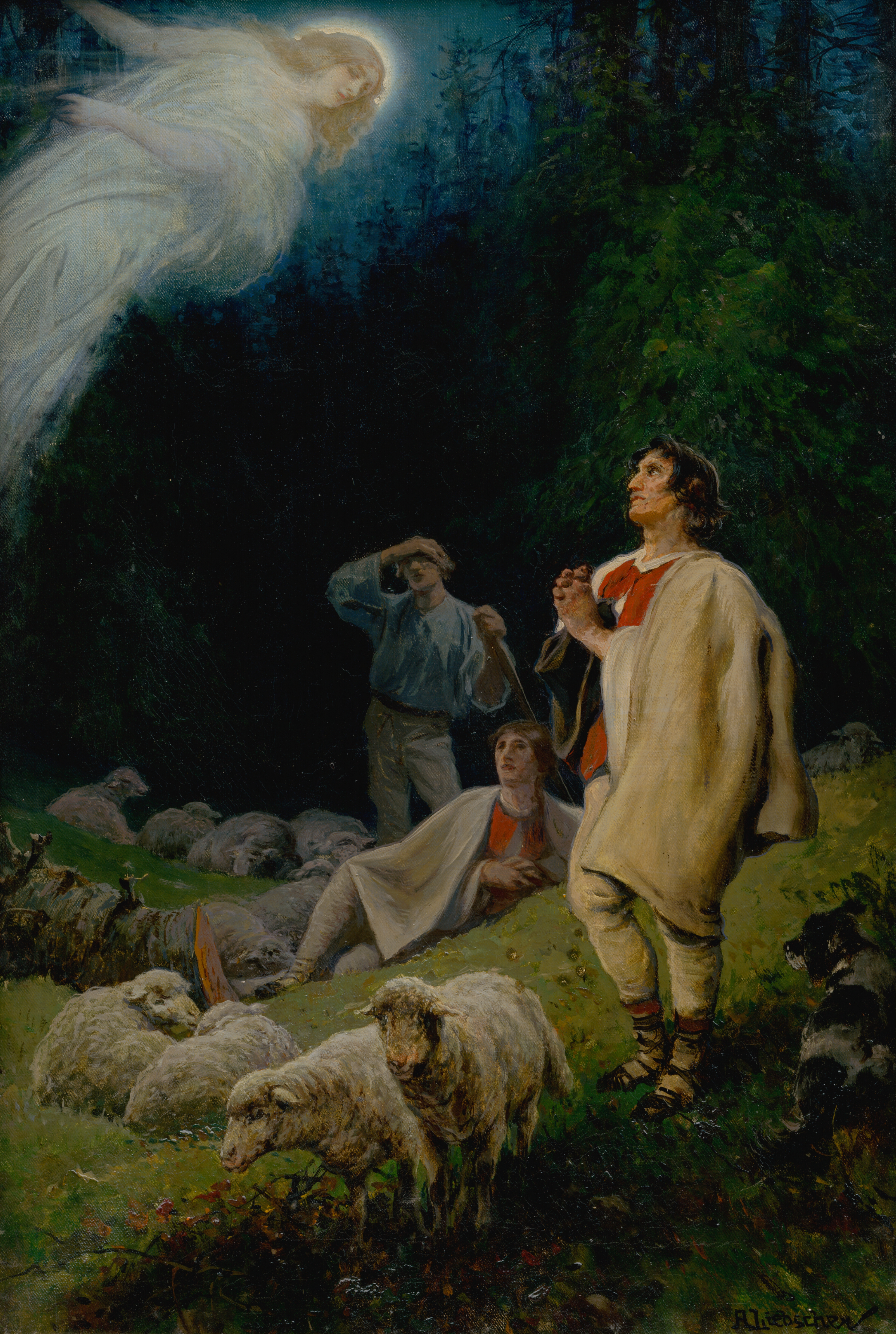
Знамение пастырю
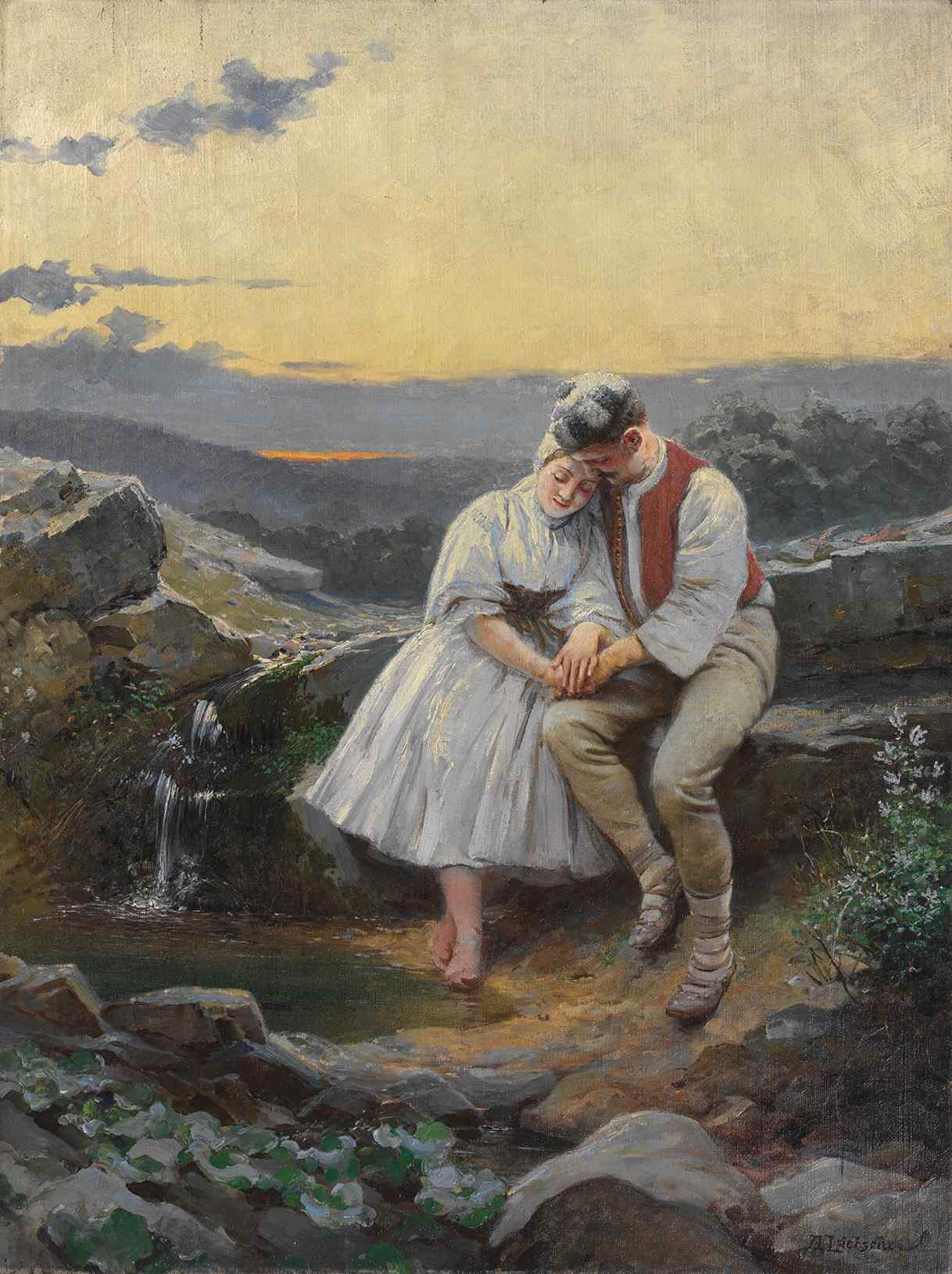
Черногорская идиллия
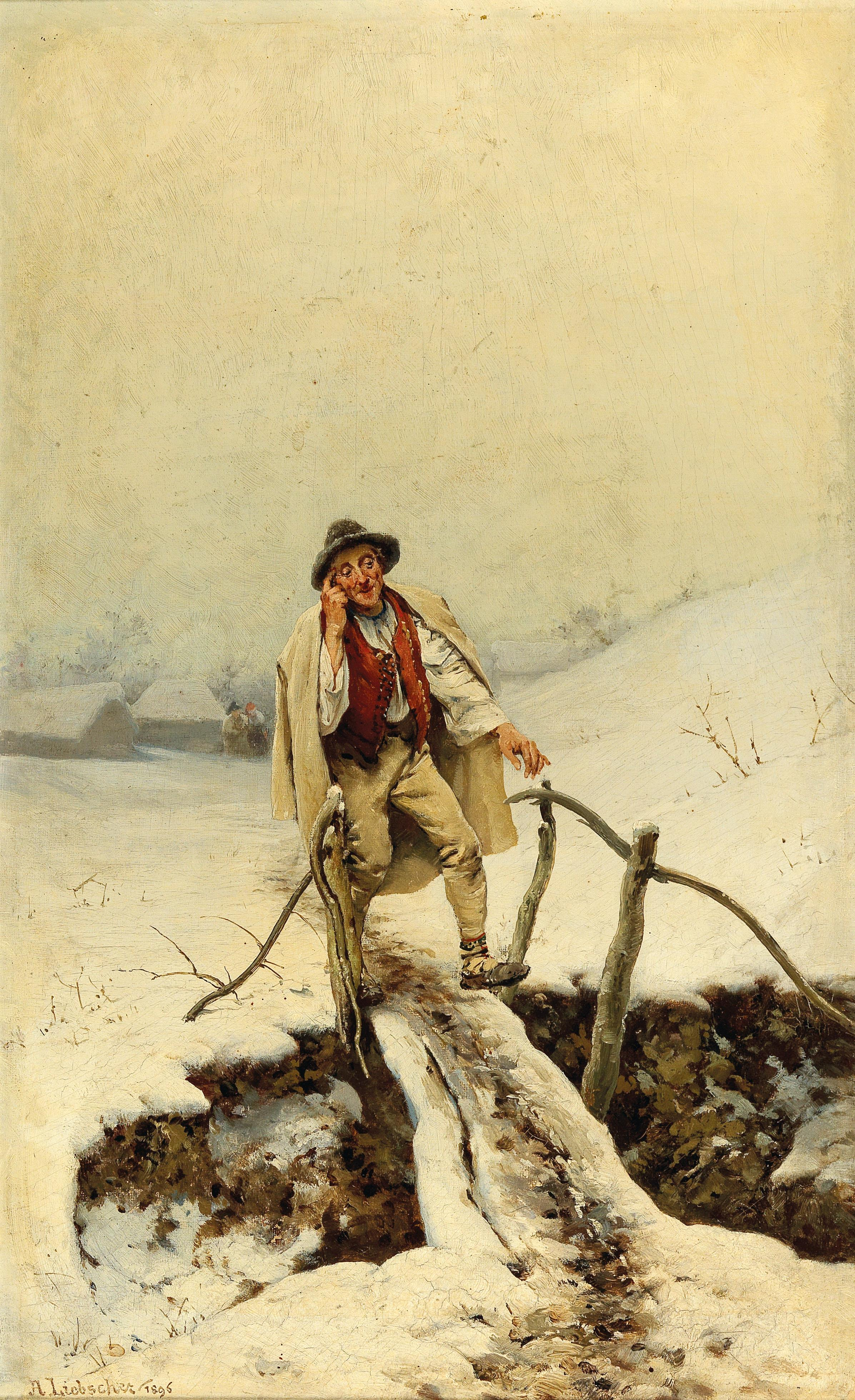
Возвращение домой